# Эфиопия на зимних Олимпийских играх 2006
Эфиопия впервые участвовала в зимних Олимпийских играх в Турине в 2006 году. Олимпийский комитет Эфиопии отправил на игры одного лыжника – Робеля Теклемариама, который должен был участвовать в двух дисциплинах - забеге на 15 км классическим стилем и забеге на 50 км свободным стилем с массовым стартом. Однако он смог участвовать только в забеге на 15 км, где занял 83-е место, опередив 13 спортсменов.
Кататься на лыжах Теклемариам научился в США, где посещал специальную школу. 

## Лыжные гонки
Спортсменов - 1
Мужчины
| Спортсмен          | Дисциплина                 | Время   | Место |
| ------------------ | -------------------------- | ------- | ----- |
| Робель Теклемариам | 15 км (классический стиль) | 47.53,8 | 83    |